# Automatic for the People
Az 1992-es Automatic for the People a R.E.M. nyolcadik nagylemeze. Eredetileg egy keményebb hangzást szerettek volna elérni a főleg akusztikus Out of Time (1991) után. A munkálatok közben azonban elhagyták ezt a célt, és egy olyan albumot alkottak, amely zeneileg visszafogott és a halandósággal foglalkozik. Az Automatic for People a 2. helyet érte el az Egyesült Államok listáin. Világszerte 15 millió példányban kelt el és a 90-es évek egyik legjobb albumának tartják. Szerepel az 1001 lemez, amit hallanod kell, mielőtt meghalsz című könyvben.

## Az album dalai
|     | Cím                            | Szerző(k)                                         | Hossz |
| --- | ------------------------------ | ------------------------------------------------- | ----- |
| 1.  | Drive                          | Bill Berry, Peter Buck, Mike Mills, Michael Stipe | 4:31  |
| 2.  | Try Not to Breathe             | Berry, Buck, Mills, Stipe                         | 3:50  |
| 3.  | The Sidewinder Sleeps Tonite   | Berry, Buck, Mills, Stipe                         | 4:06  |
| 4.  | Everybody Hurts                | Berry, Buck, Mills, Stipe                         | 5:17  |
| 5.  | New Orleans Instrumental No. 1 | Berry, Buck, Mills, Stipe                         | 2:13  |
| 6.  | Sweetness Follows              | Berry, Buck, Mills, Stipe                         | 4:19  |
| 7.  | Monty Got a Raw Deal           | Berry, Buck, Mills, Stipe                         | 3:17  |
| 8.  | Ignoreland                     | Berry, Buck, Mills, Stipe                         | 4:24  |
| 9.  | Star Me Kitten                 | Berry, Buck, Mills, Stipe                         | 3:15  |
| 10. | Man on the Moon                | Berry, Buck, Mills, Stipe                         | 5:13  |
| 11. | Nightswimming                  | Berry, Buck, Mills, Stipe                         | 4:16  |
| 12. | Find the River                 | Berry, Buck, Mills, Stipe                         | 3:50  |

## Közreműködők

### R.E.M.
- Bill Berry – dob, ütőhangszerek, billentyűk, basszus, háttérvokál
- Peter Buck – elektromos és akusztikus gitár, mandolin, basszusgitár
- Mike Mills – basszusgitár, zongora, billentyűk, háttérvokál
- Michael Stipe – ének

### További zenészek
- Scott Litt – szájharmonika, clavinet

vonósok és oboa a Drive, The Sidewinder Sleeps Tonight, Everybody Hurts és Nightswimming dalokon:
- John Paul Jones – zenekar hangszerelése
- George Hanson – karmester
- Denise Berginson-Smith, Lommie Ditzen, Patti Gouvas, Sandy Salzinger, Sou-Chun Su, Judy Taylor – hegedű
- Knox Chandler, Kathleen Kee, Daniel Laufee, Elizabeth Murphy – cselló
- Reid Harris, Paul Murphy, Heidi Nitchie – brácsa
- Deborah Workman – oboa

### Produkció
- Scott Litt – producer, keverés
- Ed Brooks – második hangmérnök (Seattle)
- George Cowan – második hangmérnök (Bearsville)
- John Keane – hangmérnök (Athens)
- Mark Howard – második hangmérnök (New Orleans)
- Tod Lemkuhl – második hangmérnök (Seattle)
- Ted Malia – második hangmérnök (Atlanta)
- Stephen Marcussen – mastering (Precision Mastering)
- Clif Norrell – hangmérnök, keverés
- Andrew Roshberg – második hangmérnök (Miami)

## Fordítás
Ez a szócikk részben vagy egészben az Automatic for the People című angol Wikipédia-szócikk ezen változatának fordításán alapul.  Az eredeti cikk szerkesztőit annak laptörténete sorolja fel. Ez a jelzés csupán a megfogalmazás eredetét és a szerzői jogokat jelzi, nem szolgál a cikkben szereplő információk forrásmegjelöléseként.